# Corberes (comarca natural)
|  | Per a altres significats, vegeu «Corberes». |

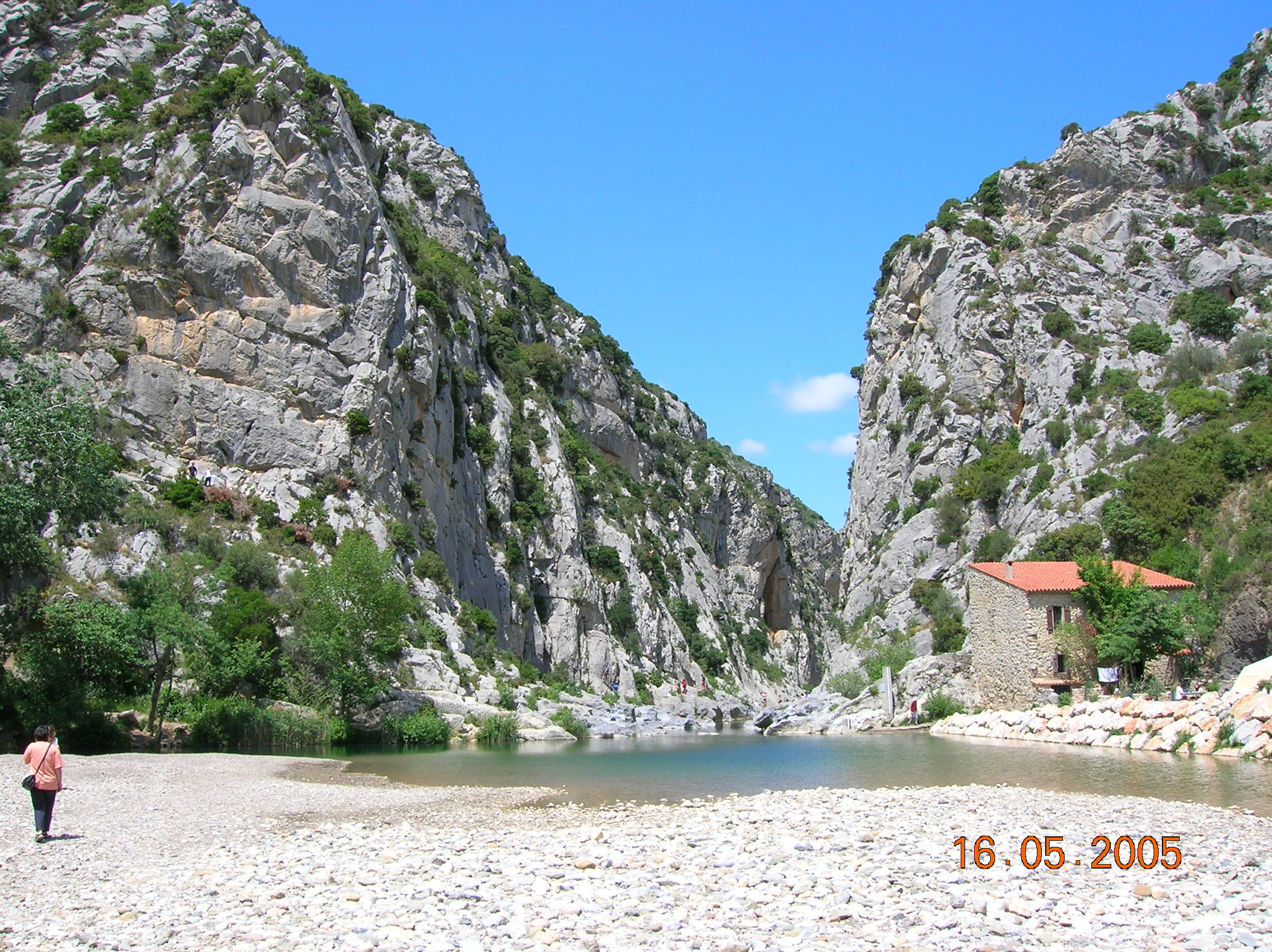
Un indret important a les Corberes rossellonenques és la cova de l'Aragó, situat al fons de les Gorges de Goleirós al municipi de Talteüll

La subcomarca natural de les Corberes està situada al sud del massís homònim, dividida entre la Fenolleda i el Rosselló, a més de dos pobles de l'Aude que se situen al vessant sud: Tuissan i Pasiòls.
Tot aquest territori conforma en termes geogràfics una sola unitat, que rep el nom en català de les Corberes. Aquesta subcomarca natural ocupa, al Rosselló, la major part del cantó de Ribesaltes fins al riu Ròbol, amb els altiplans i depressions d'Òpol, Vingrau i Talteüll i la conca d'Estagell, que inclou Estagell, Montner i la Tor de França i inclou l'extrem nord - la part muntanyenca - de tota la vall de la ribera de Maurí, incloent-hi Querbus i el grau de Maurí, les gorges de Galamús i el nord del municipi de Maurí, però no el poble, que és a les Valls de la Fenolleda.
La subcomarca rossellonesa es dedica majoritàriament (més del 90% del terreny) a la vinya, i té uns cinc mil habitants (gairebé la meitat que fa un segle). S'hi han trobat restes humanes d'uns 400.000 anys abans de Crist i a Talteüll s'ha muntat un museu de prehistòria.
| Municipi         | Habitants |
| ---------------- | --------- |
| Cases de Pena    | 430       |
| Espirà de l'Aglí | 2.463     |
| Estagell         | 1.941     |
| Montner          | 290       |
| Òpol i Perellós  | 595       |
| Parestortes      | 1.430     |
| Pasiòls          | -         |
| Talteüll         | 851       |
| La Tor de França | 885       |
| Tuissan          | -         |
| Vingrau          | 469       |
|                  |           |

## Les Corberes rosselloneses

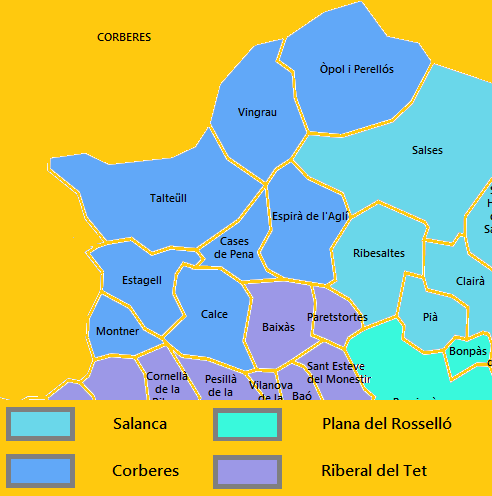
Mapa de les Corberes rosselloneses